# 알제리 인질극
알제리 인질극은 무크타르 벨무크타르가 이끄는 알카에다계 무장 집단인 알무라비툰이 2013년 1월 16일부터 19일까지 알제리 인아메나스의 석유시설에서 일으킨 인질극이다. 알제리군이 현장을 급습해 사태를 수습했다. 알제리 정부에 따르면 685명의 알제리인 노동자, 107명의 외국인이 해방된 반면, 적어도 23명의 인질과 32명의 무장 세력이 사망했다.